# Chrysopodes varicosus
Chrysopodes varicosus is een insect uit de familie van de gaasvliegen (Chrysopidae), die tot de orde netvleugeligen (Neuroptera) behoort. 
Chrysopodes varicosus is voor het eerst wetenschappelijk beschreven door Navás in 1914.